# Синьчэн (Хух-Хото)
Синьчэ́н (кит. упр. 新城, пиньинь Xīnchéng, буквально: «новый город») — район городского подчинения городского округа Хух-Хото автономного района Внутренняя Монголия (КНР).

## История
В 1739 году в эти места из провинции Шаньси пришли войска под командованием суйюаньского цзянцзюня Ван Чана, которые в 5 км к северо-востоку от города Гуйхуа заложили город Суйюань (绥远城). В связи с тем, что Суйюань был моложе, чем Гуйхуа, местные жители стали называть его «новым городом».
В 1953 году на месте бывшего города Суйюань был образован район Хух-Хото, который сохранил название Синьчэн.

## Административное деление
Район Синьчэн делится на 8 уличных комитетов и 1 посёлок.